# Winchester Model 1894
Winchester Model 1894 (také známá jako Winchester .30-30 rifle[zdroj?], Winchester 94[zdroj?], Win 94,[zdroj?], .30-30 Winchester[zdroj?], nebo jednoduše .30-30[zdroj?]) je jedna z nejslavnějších a nejpopulárnějších loveckých zbraní na světě. Byla zkonstruována Johnem Browningem v roce 1894 a vyráběna firmou Winchester Repeating Arms Company v letech 1894 až 2006. Dodnes vyrábí mnoho firem její kopie.

## Přehled a historie
Původní Model 1894 byl vyráběn v těchto rážích: .32-40 Winchester, .38-55 Winchester, .25-35 Winchester, .30-30 Winchester a .32 Winchester Special.
Byla to první sportovní puška, jíž se prodalo více než 7 000 000 kusů. Miliontý kus byl věnován prezidentu Coolidgeovi v roce 1927, puška s výrobním číslem 1 500 000 byla darována prezidentu Trumanovi v roce 1948 a dvoumiliontý kus dostal darem prezident Eisenhower v roce 1953.
Byla to první lovecká puška zkonstruovaná pro bezdýmný střelný prach. Náboj .30-30 Winchester (.30 WCF (Winchester Centerfire) se stal synonymickým pro tuto pušku.
Během doby, kdy se tato puška vyráběla, vzniklo mnoho variant. Za zmínku stojí Model 55, vyráběný od roku 1924 do roku 1932, který měl hlaveň dlouhou 24 palců (610 mm). Následoval Model 64, který se vyráběl od roku 1933 do roku 1957 v několika variantách délek hlavní – 20, 24 a 26 palců (508, 610 a 660 mm).
V roce 1964 byla upravena výroba Modelu 94 s cílem zmenšit celkové výrobní náklady na zbraň. Pušky vyrobené po tomto roce jsou méně cenné, než pušky vyrobené před tímto rokem.
Konstrukce této pušky dovolovala použít delší a výkonnější ráže, než mohla nabídnout její předchůdkyně Winchester 1892. Celkově je mechanismus pušky velice spolehlivý a nenáročný na údržbu. Nabití po výstřelu zajistí zatažení za páku směrem dolů, mechanismus vyhodí prázdnou nábojnici ven z komory a pomocí pohyblivého odpruženého podavače podá nový náboj pro zasunutí do komory zbraně. Pohybem páky zpět nahoru se zasune náboj do komory za současného natažení kohoutu a uzamčení závěru.
Během desetiletí po konstrukci této zbraně se začala vyrábět také v mnoha rážích typických pro ruční zbraně, jako jsou např.: .38 Special/.357 Magnum, .44 Special/.44 Magnum, .45 Colt a .44-40 Winchester. Jelikož jsou tyto náboje kratší, zásobník je schopen pojmout 9 až 13 nábojů. Jeho kapacita závisí na délce hlavně, protože většinou je stejně dlouhý jako hlaveň a je umístěn pod ní.
Pušky v těchto rážích jsou stále více oblíbené, neboť se používají v nově se rozvíjejícím sportovním odvětví westernové střelby. Navíc dovolují použití jedné ráže jak pro revolver, tak pro pušku. Klasickou kombinaci zbraní na závody tvoří právě tato puška a Colt Peacemaker, případně jejich varianty a kopie.
Tovární produkce této pušky byla ukončena v roce 2006. Katalog firmy Winchester v té době nabízel 14 verzí Modelu 94. V roce 2010 uvedla firma Repeating Arms na trh Model 94 ve dvou limitovaných verzích jako připomínku 200. výročí narození Olivera F. Winchestera v Novéi Anglii v roce 1810.

Winchester 1894 byla nejdéle prodávanou kulovnicí v americké historii.